# Comprégnac
Comprégnac é uma comuna francesa na região administrativa de Occitânia, no departamento de Aveyron. Estende-se por uma área de 11,09 km². Em 2010 a comuna tinha 248 habitantes (densidade: 22,4 hab./km²).